# Hubert de Maximy
Pour les articles homonymes, voir Maximy.
Hubert de Maximy est un romancier, producteur de télévision et réalisateur français, né en 1944 à Craponne-sur-Arzon (Haute-Loire).  

## Biographie
Après trente ans de carrière comme producteur et réalisateur de films pour la télévision (France 3 : série "Allégoria", "Les media-peintres", "Les vélos de l'aventure" ) et les entreprises (films de vulgarisation scientifiques pour le CNES, films techniques pour Gaz de France, films promotionnels pour l'Union des Groupements d'Achat Public etc), création pour le groupe Thomson de sa filiale Thomson Digital Image consacrée aux images de synthèse pour les médias [réf. nécessaire], Hubert de Maximy s'est consacré à l'écriture.

## Publications
Il a publié des romans policiers historiques (XVe et XVIe siècles) et des romans du terroir. 
- L'Écrit rouge, roman policier historique, éditions Albin Michel, 1999
- L'Ombre du Diable, roman policier historique éditions Albin Michel, 2000
- L'Enfant sorcier africain entre ses deux juges, Essai, éditions Odin, 2001, avec Thierry Baranger et Martine de Maximy
- L'Écrit rouge, éditions Hakusuisha (Japon), 2002
- La Bande Noire, roman policier historique, éditions Cheminements, 2003, réédité aux Presse de la CIté 2014
- Les Palmiers sous la neige, Éditions HC, 2005
- Les Loups du mardi gras, roman policier historique Éditions HC, 2005[1] réédité en poche aux éditions Deborée, prix Lion Noir du roman policier de Neuilly -Plaisance
- Deux ânes, deux moines et deux putains, Éditions HC, 2006
- Le Bâtard du bois noir, éditions de l’Archipel, 2008, réédité en poche aux éditions Deborée
- La Rebouteuse de Champvieille, éditions de l’Archipel, 2009, réédité en poche aux éditions Deborée
- La Revanche du Bâtard, éditions de l’Archipel, 2010, réédité en poche aux éditions Deborée
- Le Destin d'Honorine, Presses de la Cité, 2011[2], prix Paul Féval de la Société des Gens de Lettres (SGDL) 2011
- La Fille du Bâtard, éditions de l'Archipel, 2011, réédité en poche aux éditions Deborée
- Le Pont assassiné, éditions de l'Archipel, 2012
- Alice la flamboyante, Presses de la Cité, 2012
- Les Jumeaux de Champvieille, éditions de l'Archipel, 2013, réédité en poche aux éditions Deborée
- Pierre, maître de dentelle, Presses de la Cité, 2013
- Le Vent de Champvieille, éditions de l'Archipel, 2016
- Olympe, Presses de la Cité, 2016
- Le loup de Chomelix, éditions de l'Archipel, 2017, prix du roman policier histoire de Montmorillon 2018
- Ariane et Juliette, Presses de la Cité, 2018